# Greenport (comté de Suffolk)
Pour les articles homonymes, voir Greenport.
Greenport est une localité du comté de Suffolk dans l'État de New York aux États-Unis, sur la côte nord de Long Island.
Elle a été fondée en 1682 et c'était un port important. Plus récemment le tourisme s'est développé, en particulier en été.
En 2010, la population était de 2 197 habitants.

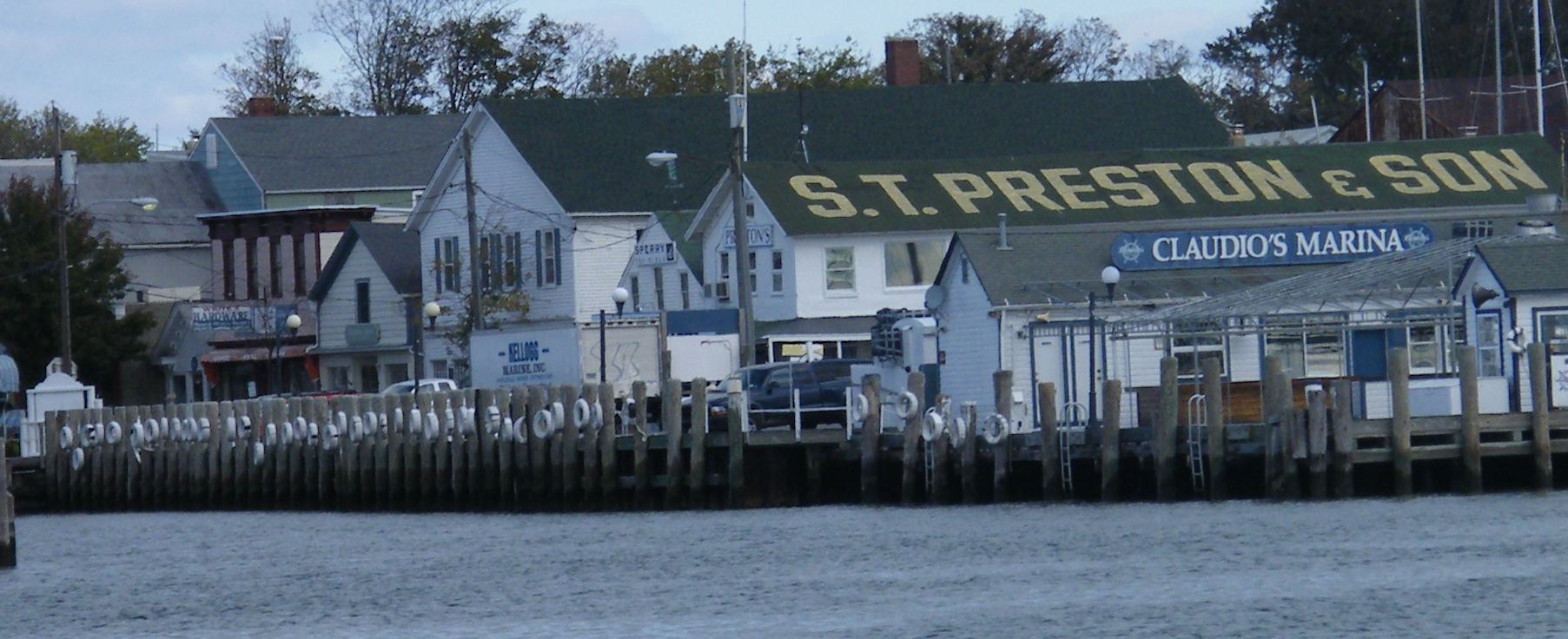
Restaurants du port